# مؤسسه آموزش عالی بهائی
مؤسّسهٔ آموزش عالی بهایی (B.I.H.E. (Bahá'í Institute for Higher Education یک دانشگاه غیررسمی در ایران است که در سال ۱۳۶۶ توسط جامعه بهائیان ایران به منظور فراهم آوردن امکان ادامهٔ تحصیل برای بهائیان که از حق تحصیل در دانشگاه‌ها توسط دولت جمهوری اسلامی ایران محروم شده بودند تأسیس گشت. در حال حاضر این دانشگاه با کادر علمی در داخل و خارج از کشور امکان ادامهٔ تحصیل در ۵۶ رشته در مقاطع کاردانی، کارشناسی و کارشناسی ارشد را برای دانشجویانش فراهم می‌آورد. بیش از ۱۱۶ دانشگاه در سراسر دنیا مدرک دانشگاه علمی آزاد را معتبر محسوب می‌کنند و فارغ التحصیلان آن را در مقاطع کارشناسی ارشد و دکترای خود پذیرش کرده‌اند. به رغم آزار و اذیت گسترده از جمله هجوم و یورش به اماکن مرتبط به این مؤسسه، دستگیری و حبس برخی اعضای کادر علمی و اداری آن و همچنین ضبط تجهیزات آموزشی، دانشگاه علمی توانسته است به کار خود ادامه دهد. از این دانشگاه به دفعات به عنوان نمونهٔ موفقی از استقامت سازنده و پاسخی صلح‌آمیز و عاری از خشونت به ظلم و ستم یاد شده است.

## پیش زمینه

### آزار و اذیت جامعهٔ بهائی ایران
جامعهٔ بهائی ایران از ابتدای شکل‌گیری با انواع مختلف آزار و اذیت از جمله سانسور و تبلیغات بهائی ستیزانه، محرومیت‌های اجتماعی، محرومیت‌های تحصیلی و شغلی، توقیف اموال، تخریب اماکن دینی، بازداشت و حبس، شکنجه و آزار و اذیت‌های جسمی و روانی، اعدام، آدم‌ربایی، و تهدید به مرگ مواجه بوده است. انقلاب اسلامی در سال ۱۳۵۷ باعث افزایش آزار و اذیت‌ها علیه بهائیان ایران شد و از آن پس آنان که بزرگ‌ترین اقلیت دینی کشور هستند در معرض حملات و سرکوب گسترده از جانب حکومت قرار گرفتند. در نتیجهٔ این آزار و اذیت‌های مداوم تا حال بیش از ۲۰۰ بهائی کشته شده‌اند. بالغ بر هزاران بهائی زندانی شده‌اند، شغل خود را از دست داده‌اند، از دریافت حقوق و مزایای بازنشستگی محروم مانده‌اند، از مدارس و دانشگاه‌ها اخراج شده‌اند، اموال و املاکشان توقیف و قبرستان‌هایشان تخریب شده است. آزار و اذیت بهائیان ایران پس از انقلاب اسلامی اکنون در دههٔ چهارم خود ادامه دارد. بان کی مون، دبیرکل سازمان ملل متحد، در سپتامبر ۲۰۱۶، در گزارش خود پیرامون وضعیت حقوق بشر در ایران، بهائیان را به عنوان «ستم دیده‌ترین اقلیت مذهبی» این کشور توصیف کرد. همچنین در آپریل ۲۰۲۴، سازمان دیده‌بان حقوق بشر در گزارشی سرکوب سازمان‌یافته بهائیان در ایران را به‌عنوان «جنایت علیه بشریت» ارزیابی کرد.

### محرومیت از حق تحصیل
محرومیت از حق تحصیل یکی از روش‌هایی است که دولت ایران برای مقابله با بسیاری از آنانی که عقیدهٔ آن‌ها را برنمی‌تابد استفاده می‌کند، اما بهائیان تنها گروهی هستند که به‌طور مداوم و فراگیر از این نظر مورد تبعیض قرار می‌گیرند. محرومیت تحصیلی بهائیان بخشی از تلاش‌های دولت ایران برای سرکوب این جامعه است. اندکی پس از انقلاب اسلامی سال ۱۳۵۷ تعداد بسیاری از دانش آموزان بهائی در تمامی مقاطع تحصیلی از ابتدائی تا دانشگاه از تحصیل محروم شدند. در سال‌های بعد در واکنش به فشارهای بین‌المللی، دانش آموزان مقطع ابتدایی و متوسطه اجازه ثبت نام دوباره یافتند اما محرومیت جوانان بهائی از ورود به دانشگاه‌های خصوصی و عمومی کشور همچنان ادامه دارد و بهائیان نمی‌توانند در دانشگاه‌ها ثبت نام کنند و در صورت ثبت نام باید اخراج گردند.
مصوبه‌ای که دانش آموزان بهائی را از ورود به دانشگاه‌های دولتی منع می‌کند در سال ۱۳۵۹ (۱۹۸۱) صادر شد. در آن سال دانشگاه‌ها سیستم جدیدی برای پذیرش دانشجو اتخاذ کردند که بنا بر آن تنها دانش آموزانی که به یکی از ادیان رسمی قانون اساسی ایران معتقد بودند اجازه ورود به دانشگاه داشتند.
در تاریخ ششم اسفند ۱۳۶۹ (۲۵ فوریه ۱۹۹۱) مصوبه‌ای توسط شورای عالی انقلاب فرهنگی صادر شد که ذکر می‌کند که باید از ثبت نام بهائیان در دانشگاه‌ها جلوگیری به عمل آید و چنانچه هویت بهائی فردی هنگام تحصیل احراز گردد باید از تحصیل محروم شود. در طی سال‌ها، برای منع ورود متقاضیان بهائی به دانشگاه ترفندهای گوناگونی در مراحل مختلف فرایند پذیرش از جمله آزمون ورودی، انتخاب رشته، ثبت نام و … بکار گرفته شده است. در میان معدود دانش آموزان بهائی که قادر به ثبت نام و شروع تحصیل در دانشگاه شده‌اند، اکثریت آن‌ها قبل از فارغ‌التحصیلی اخراج شدند.
در پاسخ به این محرومیت، جامعهٔ بهائی یک سیستم دانشگاهی تأسیس کرده است. هم‌اکنون دانشگاه علمی آزاد در بسیاری از رشته‌ها جوانان بهائی را آموزش می‌دهد.

## سیر شکل‌گیری و توسعه
پس از آنکه تلاش‌های مکرر جامعهٔ بهائی ایران برای آنکه دولت این کشور بهائیان را در دانشگاه‌ها بپذیرد راه به جایی نبرد، این جامعه منابع محدود خود را برای فراهم آوردن امکان ادامه تحصیل برای جوانان بهائی بسیج کرد. در یک تلاش جمعی، گروه کوچکی از استادان و کادر علمی دانشگاهی که خود بعد از انقلاب اسلامی سال ۱۳۵۷ به دلیل بهائی بودن شغلشان را از دست داده بودند یک مجموعهٔ غیررسمی تشکیل دادند که دروس دانشگاهی ارائه می‌داد. این تلاش‌ها در سال ۱۹۸۷ (۱۳۶۶–۱۳۶۵) به تأسیس آنچه بعدها به نام دانشگاه علمی آزاد شناخته شد انجامید.
علیرغم محدودهای عملی بسیار و همچنین تلاش‌های مقامات حکومتی برای تعطیل نمودن مؤسسه از طریق هجوم به کلاسهای درس و منازل استادان و شاگردان و دستگیری و زندانی نمودن آن‌ها، این دانشگاه همچنان توانسته است به کار خود ادامه دهد و بسیاری از فارغ التحصیلان آن در دانشگاه‌های معتبر سراسر دنیا به تحصیل در مقاطع کارشناسی ارشد و دکترا مشغول هستند. در حال حاضر، این دانشگاه در زمینه‌های علوم، مهندسی، بازرگانی و مدیریت و علوم انسانی و اجتماعی، با همکاری بیش از ۷۰۰ نفر کادر علمی، ۴ رشته کاردانی، ۱۷ رشته در مقطع کارشناسی و ۱۶ رشته در مقطع کارشناسی ارشد ارائه می‌دهد.

## شیوهٔ کارکرد
دانشگاه علمی آزاد در ابتدای شروع فعالیت خود مانند یک دانشگاه مکاتبه‌ای عمل می‌کرد و استادان و دانشجویان از طریق سیستم پستی دروس و تکالیف را برای یکدیگر ارسال می‌کردند. به مرور زمان و با گسترش فعالیت‌های این مؤسسه، کلاس‌های حضوری نیز در سیستم کاری آن گنجانده شدند. در سال‌های اخیر با بهره‌گیری از اینترنت، تدریس در دانشگاه علمی آزاد بر پایهٔ سیستمی ترکیبی شامل تدریس حضوری و اینترنتی صورت می‌گیرد. استفاده از اینترنت همچنین این امکان را فراهم کرده است که دانشگاه بتواند از استادان خارج از کشور که به صورت داوطلبانه با آن همکاری می‌کنند بهره بگیرد.

## رشته‌های تحصیلی
این دانشگاه در مجموع در ۵۶ رشته در ۵ دپارتمان علوم، مهندسی، مدیریت و بازرگانی، علوم انسانی و علوم اجتماعی به شرح زیر دانشجو می‌پذیرد:

### مقطع کاردانی
- حسابداری
- عمران
- کامپیوتر
- آموزش و پرورش پیش از دبستان

### مقطع کارشناسی
- مطالعات زبان انگلیسی
- ادبیات و زبان فارسی
- داروسازی
- زیست‌شناسی
- مهندسی سازه
- مهندسی حمل و نقل
- مهندسی آب و فاضلاب
- مهندسی شیمی
- شیمی کاربردی
- علوم کامپیوتر
- علوم دارویی
- مدیریت بازرگانی
- روان‌شناسی
- جامعه‌شناسی
- حقوق
- حسابداری
- معماری
- موسیقی

### مقاطع بالاتر از کارشناسی
- محیط زیست کاربردی
- روان‌شناسی مشاوره
- مدیریت ساخت و ساز
- روان‌شناسی کودک و نوجوان
- مدیریت و برنامه ریزی آموزشی
- ارتقاء سلامت جامعه
- حقوق بشر
- حقوق بین‌الملل
- مدیریت بازرگانی
- علوم اعصاب
- ادبیات فارسی
- سلامت عمومی
- جامعه‌شناسی
- مهندسی نرم‌افزار
- مهندسی سازه
- مطالعات ترجمه

## شهرت و اعتبار دانشگاه

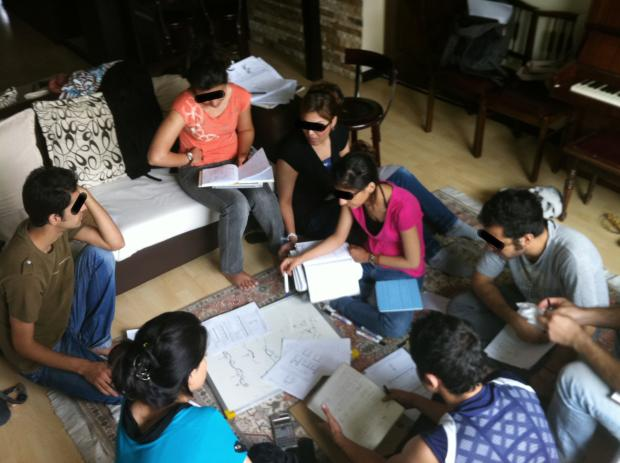
عکسی از برخی از دانشجویان مؤسسه آموزش عالی بهائی

دانشگاه علمی آزاد به عنوان یکی از معدود موسسات خودجوش شناخته می‌شود که در یک جامعهٔ بسته و محدود امکان تحصیلات دانشگاهی را برای محرومان از این حق فراهم می‌کند. همچنین از این دانشگاه به عنوان نمونه‌ای از استقامت سازنده و صلح‌آمیز علیه ظلم و ستم و مثالی از توان‌مندسازی از طریق آموزش یاد می‌شود. نتایج مطالعاتی که بر روی دانشگاه علمی آزاد صورت گرفته نشان می‌دهد که این دانشگاه یک «فضای اجتماعی» برای دانشجویان و استادان فراهم می‌آورد که بتوانند با همسالان و همکارانی که به مانند خود از آزار و اذیت و تبعیض مذهبی رنج می‌برند ارتباط برقرار کنند، از نظر آکادمیک و اجتماعی فعال باقی بمانند و اصولی همچون یادگیری، تاب آوری به پشتوانهٔ حمایت‌های بین‌المللی و فداکاری‌های جامعه، خدمت به جامعه، و مقاومت در برابر محرومیت‌های اجتماعی-سیاسی را جامهٔ عمل بپوشانند.
اگرچه نظام جمهوری اسلامی ایران مدرک این دانشگاه در ایران را معتبر نمی‌داند، اما از سال ۱۹۹۸ (۱۳۷۷) تا به حال بیش از ۱۱۶ دانشگاه در سراسر دنیا مدرک این دانشگاه را معتبر دانسته‌اند و فارغ‌التحصیلان دانشگاه علمی آزاد را در مراتب بالاتر تحصیلی دانشگاه خود پذیرفته‌اند.
انجمن «لیبرپرس» در اسپانیا جایزه سال ۲۰۲۲ خود را به مؤسّسهٔ آموزش عالی بهائی اهدا کرد. به گفته این انجمن مؤسسه آموزش عالی بهایی به خاطر «تلاش ستودنیِ این نهاد در فراهم آوردنِ آموزش عالی برای هزاران جوانِ بهاییِ محروم از تحصیل در سرزمین مادری خود» شایسته دریافت جایزه سال ۲۰۲۲ این نهاد است. این جایزه از سال ۱۹۹۹ هر سال به مؤسسات، نهادها و افرادی که در راه تعمیقِ فرهنگِ همبستگی، مسئولیت مشترک و ارزش‌های انسانی تلاش کرده‌اند اهدا می‌شود.

## فشارها و حملات
حکومت ایران با هجوم به خانه‌های محل برگزاری کلاس‌ها، توقیف تجهیزات آموزشی و جزوات درسی و دستگیری و زندانی نمودن کادر علمی و اداری، پیوسته سعی در ایجاد اختلال در کار این دانشگاه داشته است. بین سال‌های ۱۹۸۷ میلادی (۱۳۶۵ شمسی) تا ۲۰۰۵ میلادی (۱۳۸۳ شمسی) در خلال سایر آزار و اذیت‌های وارده بر جامعهٔ بهائی ایران، این دانشگاه نیز چندین بار بسته شد. در اوایل مهرماه سال ۱۳۷۷ شمسی (۱۹۹۸ میلادی) دانشگاه در سطحی وسیع مورد هجوم قرار گرفت. نیروهای حکومتی به خانهٔ بیش از ۵۰۰ بهائی یورش بردند، جزوات آموزشی و مواد درسی را ضبط کردند و بیش از ۳۶ نفر از کادر علمی را دستگیر نمودند. در دوران بازداشت از دستگیرشدگان خواسته شد که متن تعهدی مبتنی بر تعطیلی دانشگاه و قطع همکاری خود با آن را امضا کنند که آن‌ها چنین مسئله‌ای را قبول نکردند. اکثر افراد مدتی پس از دستگیری آزاد شدند ولی چهار نفر از بازداشت شدگان به ۳ تا ۱۰ سال حبس محکوم شدند. کادر علمی و اداری دانشگاه و همچنین دانشجویان مصمم بودند که با وجود تمام مشکلات به تلاش‌هایشان در مسیر کسب دانش ادامه دهند. در تابستان ۲۰۰۲، مأموران حکومتی به صورت هم‌زمان به ۸ محل که امتحان ورودی دانشگاه در آن‌ها در حال برگزاری بود هجوم آوردند، از جلسهٔ امتحان فیلم‌برداری کردند، دانش آموزان را مورد سؤال قرار دادند و برگه‌های امتحان را جمع‌آوری کردند.
موج دیگری از حملات گسترده به دانشگاه در فاصلهٔ ۲۲ تا ۲۴ ماه مه ۲۰۱۱ میلادی (۳۰ اردیبهشت تا ۳ خرداد ۱۳۹۰ شمسی) رخ داد که در این بازه خانه‌های تعدادی از استادان و کادر اداری دانشگاه مورد یورش قرار گرفت. در این حملات، مأموران حکومتی به بیش از ۳۰ خانه هجوم آورده و کتاب‌ها، کامپیوترها و وسائل شخصی صاحبانشان را ضبط کردند. همچنین در تهران ساختمان‌هایی که از آن‌ها به عنوان آزمایشگاه دانشگاه یا برای برگزاری برخی کلاس استفاده می‌شد نیز پلمب شدند. یورش به منازل و دستگیری‌ها در شهرهای تهران، زاهدان، ساری، اصفهان و شیراز صورت گرفت و در جریان آن ۱۶ نفر دستگیر شدند. در ادامهٔ این حملات در سپتامبر ۲۰۱۴ (شهریور ۱۳۹۳) نیز چند تن دیگر از استادان بازداشت شدند. برخی از بازداشت‌شدگان این دو موج از حملات چندین هفته بعد از دستگیری آزاد شدند. اما دیگران محاکمه شدند و به اتهام «اقدام علیه امنیت ملی» و «اقدام علیه جمهوری اسلامی ایران» به ۴ تا ۵ سال زندان محکوم شدند. امروز برخی از آن‌ها پس از طی دوران محکومیت خود آزاد شده‌اند و برخی دیگر هنوز در زندان به سر می‌برند.
علیرغم این فشارها و حملات، دانشگاه علمی آزاد همچنان به فعالیت خود ادامه می‌دهد.

## حمایت‌ها و کمپین‌های بین‌المللی
اقدامات حکومت ایران برای محروم ساختن بهائیان از تحصیلات دانشگاهی و حملات به دانشگاه علمی آزاد توجه جامعهٔ بین‌الملل را به سیاست‌های تبعیض‌آمیز دولت ایران بر ضد بهائیان ایران جلب نموده است. سازمان‌های حقوق بشری بین‌المللی همچون نهادهای مرتبط با سازمان ملل متحد خواستار پایان یافتن تبعیض‌ها علیه دانشجویان بهائی شده‌اند.
انجمن استادان دانشگاهی کانادا حملات سال ۱۳۷۷ به دانشگاه علمی آزاد را محکوم کرد. پس از حملات سال ۱۳۹۰ اعتراضات به رفتار حکومت ایران برای محروم ساختن بهائیان از تحصیلات عالی دامنه و شدت بیشتری یافت. برندگان جایزهٔ نوبل صلح، اسقف اعظم دزموند توتو و رئیس‌جمهور تیمور شرقی خوزه راموس در نامهٔ سرگشاده‌ای خواستار لغو اتهامات و آزادی استادان دانشگاه علمی آزاد شدند. لیود آکسورثی رئیس دانشگاه وینیپگ و آلن راک، رئیس دانشگاه اتاوا با انتشار سرمقاله‌ای خواستار رسیدگی به رفتار حکومت ایران با بهائیان شدند. یک گروه ۴۳ نفره از استادان دانشگاه در زمینهٔ الهیات و فلسفه با پیشینه‌های مسیحی، هندو، یهودی و مسلمان در روزنامهٔ دیلی تلگراف (چاپ انگلستان) نامهٔ سرگشاده‌ای به امضا رساندند که حملات سال ۱۳۹۰ به دانشگاه علمی آزاد را محکوم می‌نمود. در هندوستان، یک طومار توانست حمایت قوهٔ مقننه، قضائیه و اجرائیهٔ دولت، دانشگاهیان، سران دینی و جامعهٔ مدنی این کشور را جلب کند. نامهٔ سرگشادهٔ دیگری در ایالت متحدهٔ آمریکا توانست مورد حمایت ۴۸ رئیس و نائب رئیس دانشگاه‌های علوم پزشکی این کشور قرار بگیرد. دکتر فیلیپ پیرو، رئیس دانشکدهٔ پزشکی دانشگاه استنفورد تدوینگر اصلی این نامه بود که به محمد خزاعی نمایندهٔ ایران در سازمان ملل متحد فرستاده شد. در ایرلند، بیش از ۵۰ نفر از دانشگاهیان از مقامات ایرانی خواستند تا امکان تحصیل برای همهٔ ایرانیان را فراهم آورند. در استرالیا، ۷۳ استاد دانشگاه، کمیتهٔ حقوق بشر وکلای جوان نیو ساوث ویلز، جامعهٔ وکلای نیو ساوث ویلز و سازمان یونیورسیتیز استرالیا که نمایندهٔ معاونت تمام دانشگاه‌های استرالیا است نامه‌هایی جهت اعتراض به نحوهٔ برخورد ایران با استادان دانشگاه علمی آزاد و محرومیت دانشجویان بهائی از حق تحصیل نوشتند. در ماه مارس ۲۰۱۲، انجمن فیزیک آمریکا گزارش سال ۲۰۱۰ خود را در حمایت از رفع محرومیت‌های تحصیلی بهائیان ایران تکرار نمود و خواستار آزادی استادان دستگیر شده دانشگاه علمی آزاد شد.

### آموزش جرم نیست
کمپین بین‌المللی «آموزش جرم نیست» در نوامبر ۲۰۱۴ توسط مازیار بهاری، فیلم‌ساز و روزنامه‌نگار ایرانی با هدف جلب توجه نسبت به محرومیت جوانان بهائی برای ادامهٔ تحصیل به راه افتاد. این کمپین از فیلم «شمعی روشن کن» ساختهٔ خود بهاری که در سپتامبر ۲۰۱۴ در لندن برای اولین بار به نمایش گذاشته شد الهام گرفته بود. این فیلم با به تصویر کشیدن داستان زندگی افراد، مصاحبه و تصاویر آرشیوی که تا آن زمان کمتر دیده شده بود روایتی از دهه‌ها بی عدالتی و تعصب نسبت به جامعهٔ بهائی ارائه می‌دهد.
قسمتی از کار این کمپین را نمایش فیلم شمعی روشن کن و برگزاری جلسات بحث و گفتگو تشکیل می‌داد. همچنین وب سایت این کمپین حاوی پیام‌های ویدئویی از سراسر دنیا در حمایت از حق تحصیل بهائیان بود. در تاریخ ۲۷ فوریه ۲۰۱۵ رویداد اصلی این کمپین در لس آنجلس برگزار شد و هم‌زمان در صدها محل فیلم به نمایش گذاشته شد.
برندگان نوبل صلح همچون اسقف اعظم دزموند توتو، شیرین عبادی، توکل کرمان، جودی ویلیامز، و مایرید ماگوایر این کمپین را مورد حمایت قرار داده‌اند. همچنین هنرمندان و اندیشمندانی همچون نازنین بنیادی، عباس میلانی، محسن مخملباف، آذر نفیسی، امید جلیلی، اوا لاریو و محمد ملکی (رئیس سابق دانشگاه تهران) از آن پشتیبانی نموده‌اند.

### آموزش زیر آتش
به دنبال گزارش دبیرکل سازمان ملل متحد در تاریخ ۱۳ اکتبر ۲۰۱۱ در مورد «وضعیت حقوق بشر در جمهوری اسلامی ایران» که در آن به حملات به دانشگاه علمی آزاد اشاره شده بود، برندگان جایزهٔ صلح نوبل دزموند توتو و خوزه راموس اورتا در قالب کمپینی به نام آموزش زیر آتش نامهٔ سرگشاده‌ای نوشتند و خواستار آزادی فوری استادان دانشگاه شدند. این نامه به همراه یک مستند ۳۰ دقیقه‌ای با همین عنوان، «آموزش زیر آتش»، که با حمایت سازمان عفو بین‌الملل ساخته شده است اجزای این کمپین را تشکیل می‌دهند. این کمپین در ۲۸ اکتبر ۲۰۱۱ با نمایش فیلم به میزبانی استادانی از دانشگاه‌های کلمیبا، دوک و کنتاکی شرقی و همچنین سازمان عفو بین‌الملل و رئیس کمپین بین‌المللی حقوق بشر در ایران شروع به کار کرد.

### می‌توانی حلش کنی؟
یکی دیگر از واکنش‌ها به وضعیت محرومیت دانشجویان بهائی از تحصیل کمپینی با نام «می‌توانی حلش کنی؟» بود که شرکت کنندگان آن با استفاده از کیوآر کد می‌توانستند از طریق وب سایت این کمپین ای میل‌هایی به مقام‌های مسئول در کشورهای مختلف ارسال نمایند. این کمپین در اوت ۲۰۱۱ آغاز بکار کرد.

## فیلم‌های مرتبط
دانشگاه علمی آزاد تا به حال منبع الهام و موضوع چندین فیلم بوده است. «آموزش زیر آتش» یک فیلم مستند از تولیدات سینگل ارو پروداکشن است که با حمایت سازمان عفو بین‌الملل ساخته شده است و نحوهٔ شکل‌گیری، توسعه، چالش‌ها و جو حاکم بر دانشگاه را به تصویر می‌کشد. «شمعی روشن کن» مستند دیگری است که توسط مازیار بهاری ساخته شده است. این فیلم که در سال ۲۰۱۴ برای اولین بار اکران شد، داستان زندگی برخی از افرادی را که در جریان حملات به دانشگاه علمی آزاد مورد آزار و اذیت‌های مختلف قرار گرفتند بازگو می‌کند. «کپی رایت» یک فیلم کوتاه داستانی ۱۶ میلی‌متری است که با الهام از داستان افرادی که در دانشگاه علمی آزاد به صورت داوطلبانه فعالیت می‌کنند ساخته شده است.
برخی از دیگر فیلم‌های مستند نیز اشاراتی به دانشگاه علمی آزاد داشته‌اند. برای مثال در فیلم مستند تابوی ایرانی، ساختهٔ رضا علامه زاده، که روایت آزار و اذیت‌های وارد بر جامعهٔ بهائی ایران است به دانشگاه عملی آزاد اشاره می‌شود.

## برای مطالعهٔ بیشتر
- گزارش رادیو اروپای آزاد/رادیو آزادی (RFE/RL) دربارهٔ وضعیت بهائیان در ایران
- محکومیت هفت بهایی مرتبط با مؤسسه آموزشی عالی بهائیان
- The Bahai Question Revisited: Persecution and Resilience in Iran